# Barbus alluaudi
Barbus alluaudi är en fiskart som beskrevs av Pellegrin, 1909. Barbus alluaudi ingår i släktet Barbus och familjen karpfiskar. IUCN kategoriserar arten globalt som sårbar. Inga underarter finns listade.